# Harka (Hongarije)
Harka is een plaats (község) en gemeente in het Hongaarse comitaat Győr-Moson-Sopron. Harka telt 1513 inwoners (2001).

## Afbeeldingen

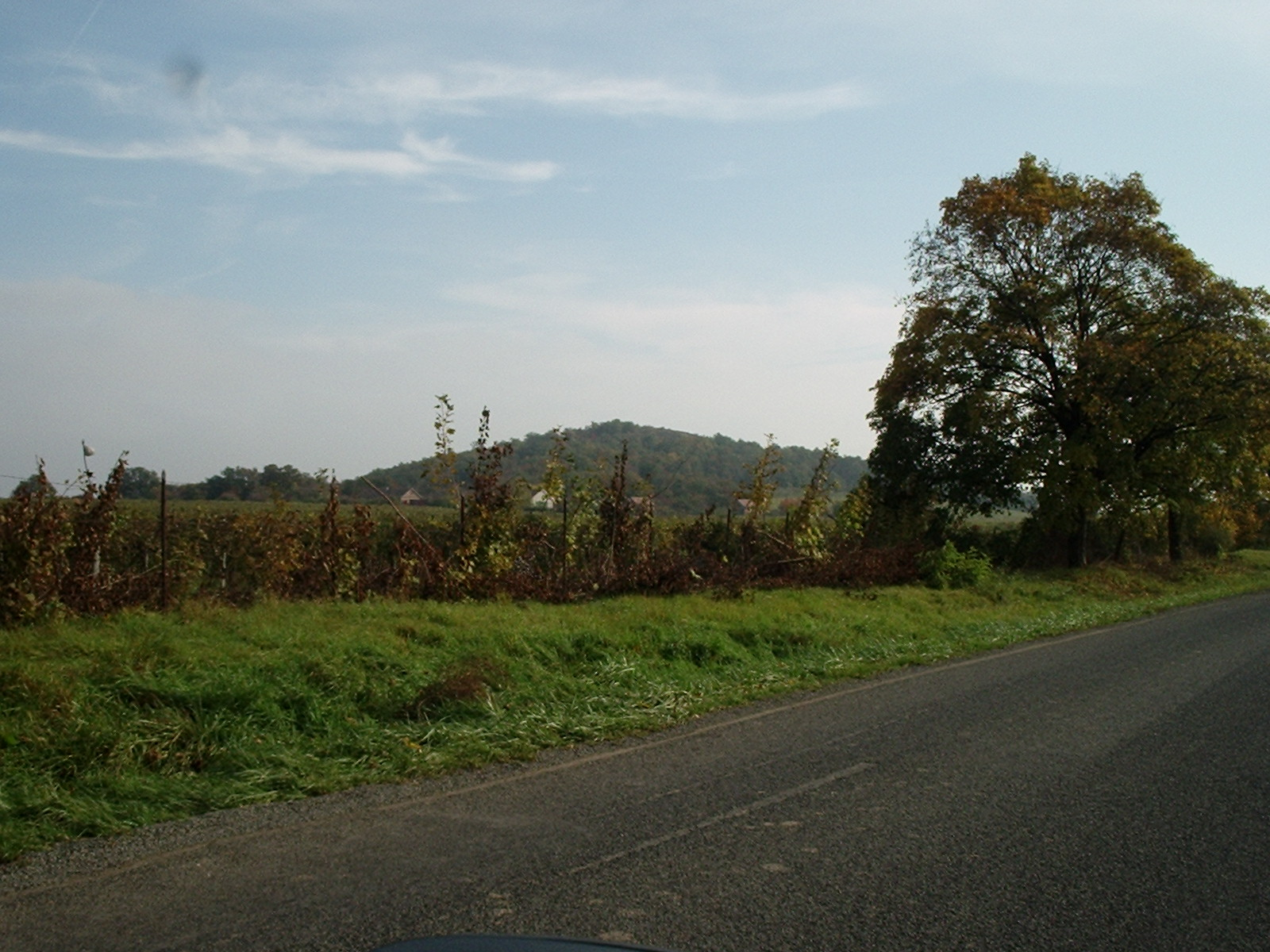
De Harkai-piek
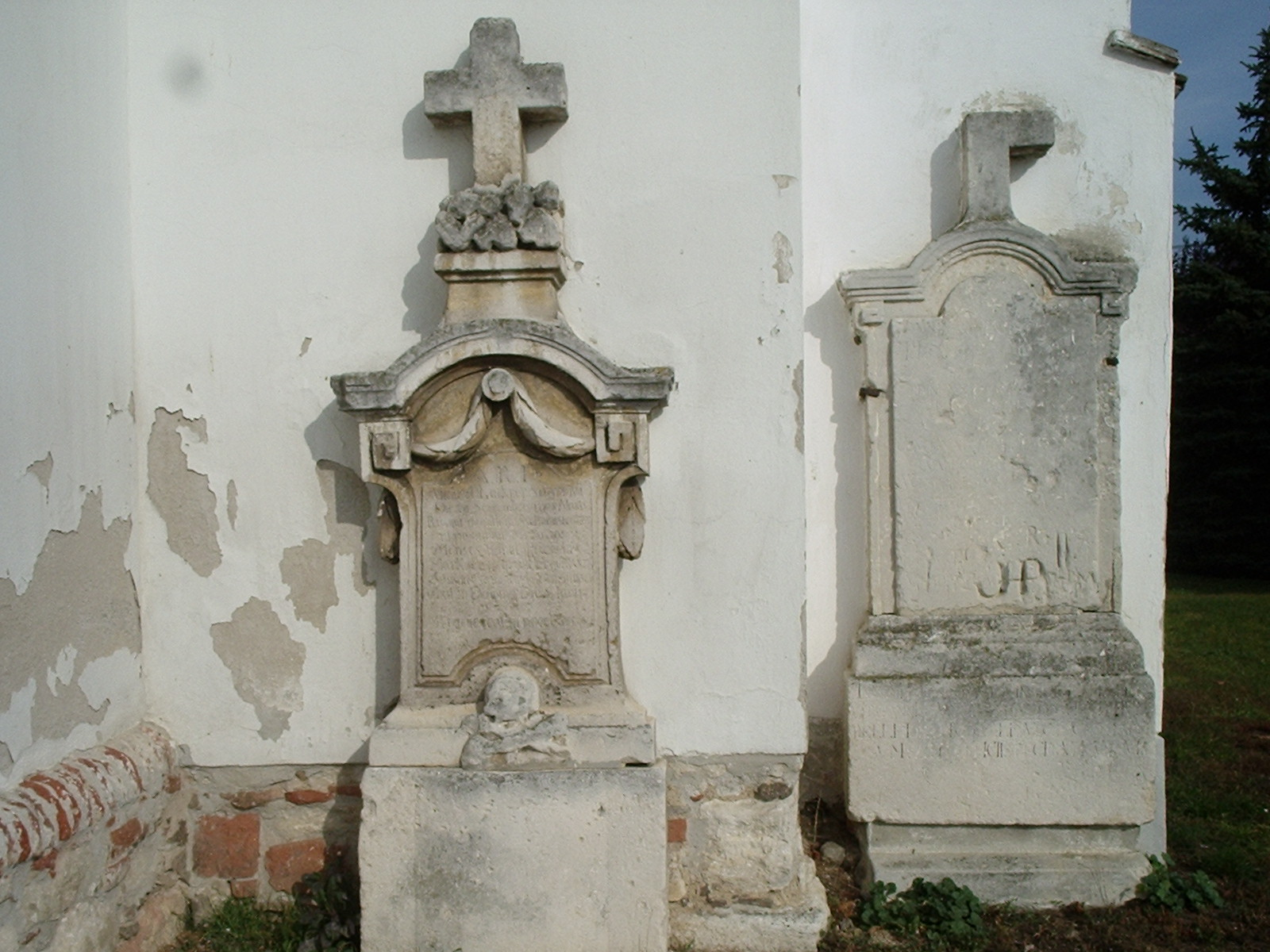
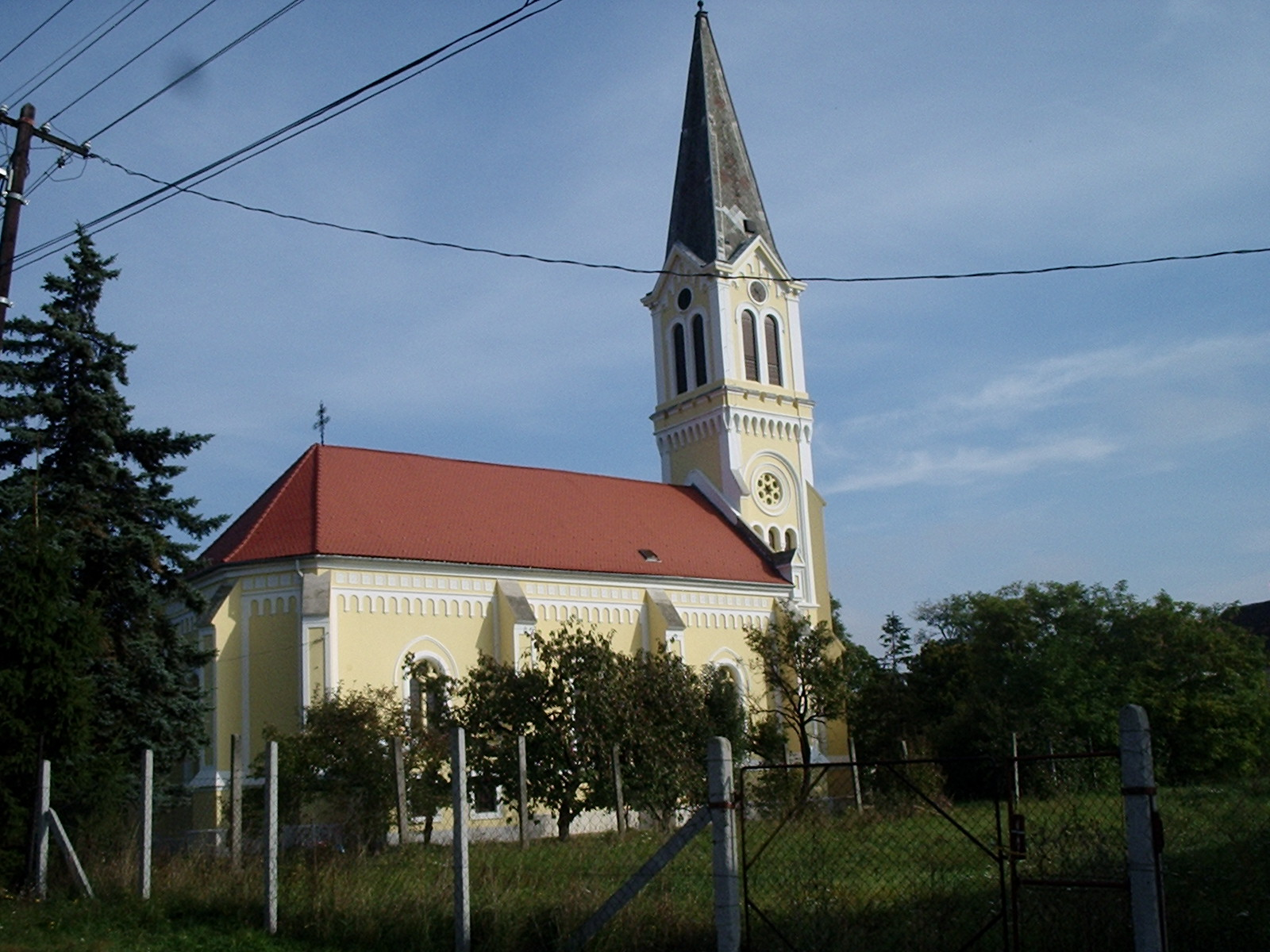